# Torneo Provincial de Fútbol (La Pampa) 2023
El Torneo Provincial de Fútbol de La Pampa 2023, llamado oficialmente como "Néstor Doroni - Mario Ayala" (en honor a dos exfutbolistas de la Provincial de La Pampa, fallecidos ), fue un torneo oficial de fútbol de La Pampa, organizado por un ente mixto y tripartito, denominado Ente Provincial de Fútbol, integrado por representantes de las Ligas Pampena y Cultural, y de la Subsecretaría de Deportes, Recreación y Turismo Social, dependiente del Ministerio de Desarrollo Social, del Gobierno de La Pampa.

fue la XXVI edición del torneo. Del certamen, participarán dieciséis clubes, ocho por cada una de las ligas organizadoras, y su comienzo se pautó para el 29 de enero de 2023 (conforme lo acordado en reunión del Ente del 5 de enero)  , aunque de acuerdo a la progamación comenzará a disputarse el sábado 28 de enero, desde las 21 hs., cuando Pampero de Guatraché reciba a Cultura Integral de Colonia Barón por el grupo D; aunque su inicio oficial, con la presencia de funcionarios del Ente Provincial de Fútbol y de representantes de las ligas Cultural y Pampeana, se programó para llevarse a cabo en General Pico, en el estadio Nuevo Pacaembú, donde el Costa Brava local, recibirá desde las 19:30 la visita del subcampeón vigente, Deportivo Mac Allister, en partido válido por el grupo A . 

## Clubes participantes
Los clubes intervinientes, al igual que en la edición 2022, fuén dieciséis (16).

Cada liga contará ocho (8) cupos; disponiendo además, cada una de las entidades, de la potestad de determinar el modo de clasificación de sus equipos.

En tal sentido la Liga Pampeana determinó que los ocho equipos que finalizaron de la primera a la octava posición de la tabla anual acumulada de puntos de los torneos Apertura y Clausura 2022, clasificaran al Provincial.

En tanto que la Liga Cultural dispuso que, en su Torneo Oficial 2022, el campeón y subcampeón de cada zona (4 cupos) clasificaran de modo directo, y los otros cuatro cupos, se determinaran por un sistema de "repechaje", entre cuatro equipos del norte y cuatro equipos del sur -que se enfrentaron de modo cruzado- y accedieran al provincial los respectivos ganadores de cada serie.

El cuadro de clubes participantes quedó determinado de la siguiente manera:
| Club                                     | Club | Ciudad            | Part  | Tít | Liga     | Condición                 | Estadio                    |
| ---------------------------------------- | ---- | ----------------- | ----- | --- | -------- | ------------------------- | -------------------------- |
| Club Unión Deportiva Bernasconi          |      | Bernasconi        | 4     |     | Cultural | Campeón Cultural          | Carlos Javier Mac Allister |
| Club Atlético All Boys                   |      | Santa Rosa        | 24    | 3   | Cultural | Subcampeón Cultural       | Dr. Ramón Turnes           |
| Club Deportivo Mac Allister              |      | Santa Rosa        | 7     | 1   | Cultural | Subcampeón Norte Cultural | Semillero Pampeano         |
| Club Atlético Pampero                    |      | Guatraché         | 6     |     | Cultural | Subcampeón Sur Cultural   | Manuel Augusto Nieto       |
| Club Social y Deportivo Winifreda        |      | Winifreda         | 5     |     | Cultural | Repechaje Cultural        | Dr. Miguel Eloy Baldovino  |
| Club Independiente Doblas                |      | Doblas            | 12    |     | Cultural | Repechaje Cultural        | Enrique Francisco Parodi   |
| Club General Belgrano                    |      | Santa Rosa        | 16    |     | Cultural | Repechaje Cultural        | Rancho Grande              |
| Club Unión                               |      | General Campos    | 2     |     | Cultural | Repechaje Cultural        | Carlos Florentino Yeger    |
| Club Atlético Costa Brava                |      | General Pico      | 18    | 3   | Pampeana | Campeón Pampeana          | Nuevo Pacaembú             |
| Alvear Football Club                     |      | Intendente Alvear | 19    | 3   | Pampeana | Subcampeón Pampeana       | De la Avenida              |
| Club Atlético All Boys                   |      | Trenel            | 3     |     | Pampeana | Tercero Pampeana          | José Gago                  |
| Asociación Civil Racing Club             |      | Eduardo Castex    | 15    | 3   | Pampeana | Cuarto Pampeana           | Héctor Nervi               |
| Club Estudiantil                         |      | Eduardo Castex    | 16    | 3   | Pampeana | Quinto Pampeana           | Próspero Jañez             |
| Club de Cultura Integral Colonia Barón   |      | Colonia Barón     | 2     |     | Pampeana | Sexto Pampeana            | Oscar Avelino Dolce        |
| Club Social y Atlético Ferrocarril Oeste |      | Intendente Alvear | 12    | 2   | Pampeana | Séptimo Pampeana          | 11 de julio                |
| Club Juventud Regional                   |      | Miguel Cané       | Debut |     | Pampeana | Octavo Pampeana           | Fortunato Echeverría       |

## Sorteo del Torneo
En reunión del Ente, del 5 de enero, se definió el nombre del torneo, la fecha de sorteo -que se programó para el jueves 12 de enero-, la fecha de inicio, y la forma de disputa del certamen  .

El torneo fue sorteado el día 12 de enero de 2023, en el Centro Provincial Cultural MEDASUR (Megaespacio de Arte del Sur) .

La Ceremonia fue presidida por el Subsecretario de Deportes de la Provincia, Prof. Ceferino Martínez Almudevar quien pronunció un breve discurso de apertura, en el que destacó la importancia del torneo, y contó con la presencia de los Presidentes de las Ligas Cultural (Guillermo Rechimont) y Pampeana (Luis Ovín); además, estuvieron presentes un jugador por cada club participante: Martín Cabrera (Alvear FBC), Esteban Arnaudo (Ferro de Alvear), Bruno Vasallo (All Boys de Trenel), Ricardo Ramírez (Racing de Castex), Guido Vázquez (Estudiantil), Cristian Vázquez (Juventud Regional), Martín Abraham (Costa Brava), Alejandro Hollman (Cultura Integral); Gastón Palma (All Boys de Santa Rosa), Jonathan Campbell (Belgrano), Saúl Araya (Independiente de Doblas), Agustín Pieraligi (Deportivo Winifreda), Matías Sosa (Mac Allister), Jeremías Lucero (Unión Deportiva Bernasconi), Nicolás Lezcano (Pampero de Guatraché) y Matías Osuna (Unión de General Campos).

Luego de las palabras del funcionario, se entregaron reconocimientos a los familiares de los exfutbolistas que le dieron nombre al torneo, para luego proceder al sorteo.
Para el sorteo se dispuso que los dieciséis equipos integrarían 4 grupos de 4 equipos cada uno; los campeones y subcampeones de cada liga, serían los cabezas de series de cada división.
De ese modo Costa Brava, fue cabeza de serie del grupo A; Unión Deportiva Bernasconi, del grupo B; Alvear Football Club, lo fue del grupo C; en tanto que All Boys de Santa Rosa, del grupo D.
Para el sorteo se dispusieron dos bombos, uno con los seis equipos restantes (excluidos los cabeza de serie) de la Liga Cultural, y del mismo modo otro copón con seis equipos de la Liga Pampeana, excluidos los cabeza de serie.
Asimismo, se determinó que los grupos se sortearían uno por uno, y para su conformación se extraerían en primer lugar una bolilla correspondiente al copón de la liga diferente a la del cabeza de serie; en segundo lugar una bolilla correspondiente al copón de la misma liga que la del cabeza de serie; y finalmente para determinar el cuarto integrante de cada grupo, una bolilla del copón correspondiente a la liga contraria a la del cabeza de serie.

Asimismo se dispuso que el fixturer quedaría determinado en el orden que se fue dando el sorteo .

### Conformación de los grupos
| Grupo A Costa Brava Deportivo Mac Allister Racing Club Independiente | Grupo B Unión Deportiva Bernasconi Ferro Carril Oeste (Intendente Alvear) Unión de General Campos All Boys (Trenel) | Grupo C Alvear FC Deportivo Winifreda Estudiantil General Belgrano | Grupo D All Boys (Santa Rosa) Juventud Regional Pampero Cultura Integral |

## Desarrollo del certamen
El torneo se llevará a cabo por un sistema mixto de competencia, en dos etapas: Una primera etapa bajo el sistema de liga; y una segunda etapa, de eliminación directa por el sistema de playoff o copa.

### Primera etapa
Durante la primera etapa, como quedó dicho, los equipos conformarán cuatro grupos, de cuatro equipos, en los que se enfrentarán (dentro del grupo) todos contra todos, a dos ruedas, con partidos de ida y vuelta en cada una se las sedes, totalizando cada conjunto 6 partidos. Al cabo de los cuales, clasificarán a la etapa eliminatoria de playoff, el primer y segundo equipo de cada división.

El sorteo no sólo determinó la integración de cada grupo, sino que también quedó establecido el fixturer del torneo y, en consecuencia, que en la primera fecha se enfrentarán en cada grupo, el 1 y 2 por un lado y el 3 y 4 por otro. En la segunda fecha, el 1 y 4 y el 2 y el 3; y en la tercera fecha, el 1 con el 3 y el 2 con el 4 (los cruces propios de cada liga). En tanto que en las fechas 4, 5 y 6, se invertirán las localías de las fechas 3, 2 y 1 respectivamente; en consecuencia la etapa regular finalizará, el 5 de marzo, con los choques revanchas de los partidos jugados en la primera fecha.

#### Grupo A

##### Resultados
| Día                 | Árbitro             | Local         | G       | Goleadores                | Visitante     | G       | Goleadores             |
| Fecha 1             | Fecha 1             | Fecha 1       | Fecha 1 | Fecha 1                   | Fecha 1       | Fecha 1 | Fecha 1                |
| ------------------- | ------------------- | ------------- | ------- | ------------------------- | ------------- | ------- | ---------------------- |
| 29/01/23; 19:30 hs. | Martín Gubar        | Costa Brava   | 1       | Agüero (p)                | Mac Allister  | 2       | Sosa (p); Servetto     |
| 29/01/23; 20:00hs.  | Emilio Rigal        | Racing Club   | 0       |                           | Independiente | 0       |                        |
| Fecha 2             |                     |               |         |                           |               |         |                        |
| 05/02/23; 18:00 hs. | Enzo Arias          | Independiente | 1       | Cocco                     | Costa Brava   | 0       |                        |
| 05/02/23; 18:00 hs. | Juan Figueroa       | Mac Allister  | 2       | Carlucche y Sosa          | Racing Club   | 0       |                        |
| Fecha 3             |                     |               |         |                           |               |         |                        |
| 11/02/22; 18:00 hs. | Malvina Schiel      | Independiente | 1       | Cocco                     | Mac Allister  | 1       | Andrada                |
| 11/02/22; 19:30 hs. | Marcelo Pardo       | Racing Club   | 1       | Chazarreta                | Costa Brava   | 0       |                        |
| Fecha 4             |                     |               |         |                           |               |         |                        |
| 17/02/23; 21:00 hs. | Martín Gubar        | Costa Brava   | 1       | Merlo                     | Racing Club   | 2       | Henneberg y Fredes     |
| 18/02/23; 19:00 hs. | Cristian Meritello  | Mac Allister  | 1       | Javier Gatica (e/c)       | Independiente | 0       |                        |
| Fecha 5             |                     |               |         |                           |               |         |                        |
| 26/02/23; 19:00 hs. | Maximiliano Reynoso | Costa Brava   | 2       | Abraham (2)               | Independiente | 2       | Wilberger; Ghel        |
| 26/02/23; 19:00 hs. | Mauricio Navarro    | Racing Club   | 4       | Henneberg (3); Chazarreta | Mac Allister  | 2       | Carlucche y Steib      |
| Fecha 6             |                     |               |         |                           |               |         |                        |
| 05/03/23; 17:00 hs. | Cristian Rubiano    | Mac Allister  | 0       |                           | Costa Brava   | 3       | Solari; Abraham; Ojeda |
| 05/03/23; 17:00 hs. | Santiago Sepúlveda  | Independiente | 1       | Cocco                     | Racing Club   | 1       | Henneberg              |

##### Posiciones y Goleadores
| Tabla Posiciones Grupo A |                    |   |   |   |   |    |    |     |     |
| Pos                      | Equipo             | J | G | E | P | GF | GC | Dif | Pts |
| 1                        | Racing Club (Cla)  | 6 | 3 | 2 | 1 | 8  | 6  | 2   | 11  |
| 2                        | Mac Allister (Cla) | 6 | 3 | 1 | 2 | 8  | 9  | -1  | 10  |
| 3                        | Independiente      | 6 | 1 | 4 | 1 | 5  | 5  | 0   | 7   |
| 4                        | Costa Brava        | 6 | 1 | 1 | 4 | 7  | 8  | -1  | 4   |

| (Cla) | Clasificados a Playoff. |

| Goleadores        | Goleadores    | Goleadores | Goleadores |
| Jugador           | Equipo        | G          |            |
| ----------------- | ------------- | ---------- | ---------- |
| Henneberg, Carlos | Racing Club   | 5          |            |
| Cocco, Emiliano   | Independiente | 3          |            |

#### Grupo B

##### Resultados
| Día                 | Árbitro            | Local               | G       | Goleadores                                 | Visitante           | G       | Goleadores          |
| Fecha 1             | Fecha 1            | Fecha 1             | Fecha 1 | Fecha 1                                    | Fecha 1             | Fecha 1 | Fecha 1             |
| ------------------- | ------------------ | ------------------- | ------- | ------------------------------------------ | ------------------- | ------- | ------------------- |
| 29/01/23; 18:00 hs. | Cristian Meritello | Unión D. Bernasconi | 3       | Fensel, Lucero.                            | Ferro (Alvear)      | 1       | Amaya               |
| 29/01/23; 19:00 hs. | Paolo Macchi       | Unión (G. Campos)   | 2       | Sívori (2)                                 | All Boys (Trenel)   | 2       | Rosón (p); Gautier. |
| Fecha 2             |                    |                     |         |                                            |                     |         |                     |
| 05/02/23; 17:00 hs. | Cristian Ramonda   | All Boys (Trenel)   | 2       | Roson (p) y Gautier                        | Unión D. Bernasconi | 2       | Lucero y Alzamendi  |
| 05/02/23; 19:00 hs. | Shair Salomón      | Unión (G. Campos)   | 0       |                                            | Ferro (Alvear)      | 0       |                     |
| Fecha 3 </ref>      |                    |                     |         |                                            |                     |         |                     |
| 11/02/22; 21:00 hs. | Cristian Rubiano   | Unión (G. Campos)   | 2       | Iturraga y Sandoval                        | Unión D. Bernasconi | 2       | Sívori (2)          |
| 11/02/22; 17:00 hs. | Franco Morón       | All Boys (Trenel)   | 1       | Gautier                                    | Ferro (Alvear)      | 2       |                     |
| Fecha 4             |                    |                     |         |                                            |                     |         |                     |
| 18/02/23; 20:00 hs. | Mauricio Navarro   | Ferro (Alvear)      | 1       | Rosas (pen)                                | All Boys (Trenel)   | 0       |                     |
| 19/02/23; 17:00 hs. | Martín Lobo        | Unión D. Bernasconi | 1       | Gutiérrez, F (e/c)                         | Unión (G. Campos)   | 0       |                     |
| Fecha 5             |                    |                     |         |                                            |                     |         |                     |
| 26/02/23; 17:00 hs. | Lautaro Andino     | Unión D. Bernasconi | 1       | Díaz                                       | All Boys (Trenel)   | 1       | Lara                |
| 26/02/23; 17:00 hs. | Marcos Díaz        | Ferro (Alvear)      | 4       | Amaya (3), Capdevila (e/c)                 | Unión (G. Campos)   | 1       | Sivori              |
| Fecha 6             |                    |                     |         |                                            |                     |         |                     |
| 05/03/23; 17:00 hs. | Franco Morón       | Ferro (Alvear)      | 2       | Arnaudo; Acosta                            | Unión D. Bernasconi | 0       |                     |
| 05/03/23; 17:00 hs. | Andrés Cuello      | All Boys (Trenel)   | 5       | Rosón (2), Gautier (2, 1 pen) y Manganelli | Unión (G. Campos)   | 0       |                     |

##### Posiciones y Goleadores
| Tabla Posiciones Grupo B |                           |   |   |   |   |    |    |     |     |
| Pos                      | Equipo                    | J | G | E | P | GF | GC | Dif | Pts |
| 1                        | Ferro (Alvear) (Cla)      | 6 | 3 | 1 | 2 | 8  | 5  | 3   | 10  |
| 2                        | Unión D. Bernasconi (Cla) | 6 | 2 | 3 | 1 | 9  | 8  | 3   | 9   |
| 3                        | All Boys (Trenel)         | 6 | 2 | 3 | 1 | 11 | 6  | 5   | 9   |
| 4                        | Unión (G. Campos)         | 6 | 0 | 3 | 3 | 5  | 14 | -9  | 3   |

| (Cla) | Clasificados a Playoff. |

| Goleadores      | Goleadores        | Goleadores | Goleadores |
| Jugador         | Equipo            | G          |            |
| --------------- | ----------------- | ---------- | ---------- |
| Sívori, Gastón  | Unión (G. Campos) | 5          |            |
| Gautier, Hernán | All Boys (T)      | 5          |            |
| Rosón, Miguel   | All Boys (T)      | 4          |            |
| Amaya, Jonathan | Ferro (Alvear)    | 4          |            |

#### Grupo C

##### Resultados
| Día                 | Árbitro          | Local          | G       | Goleadores                      | Visitante      | G       | Goleadores         |
| Fecha 1             | Fecha 1          | Fecha 1        | Fecha 1 | Fecha 1                         | Fecha 1        | Fecha 1 | Fecha 1            |
| ------------------- | ---------------- | -------------- | ------- | ------------------------------- | -------------- | ------- | ------------------ |
| 29/01/23; 17:00 hs. | Franco Morón     | Estudiantil    | 3       | Vázquez; Ovando y Caser, A. (p) | Belgrano       | 1       | Lescano            |
| 29/01/23; 20:30 hs. | Marcelo Pardo    | Alvear FC      | 0       |                                 | Dep. Winifreda | 0       |                    |
| Fecha 2             |                  |                |         |                                 |                |         |                    |
| 04/02/23; 20:30 hs. | Cristian Rubiano | Belgrano       | 1       | Stefanazzi                      | Alvear FC      | 2       | Morete y Gutiérrez |
| 05/02/23; 21:00 hs. | Lautaro Andino   | Dep. Winifreda | 1       | Martini                         | Estudiantil    | 0       |                    |
| Fecha 3             |                  |                |         |                                 |                |         |                    |
| 11/02/22; 17:00 hs. | Marcos Díaz      | Estudiantil    | 2       | Arriola y Nieres                | Alvear FC      | 1       | Sosa               |
| 11/02/22; 17:00 hs. | Enzo Arias       | Belgrano       | 2       | Uhaldegaray y Titarelli         | Dep. Winifreda | 0       |                    |
| Fecha 4             |                  |                |         |                                 |                |         |                    |
| 18/02/23; 21:00 hs. | Paolo Macchi     | Dep. Winifreda | 3       | Furch (2 pen), Nagore           | Belgrano       | 1       | Uhaldegaray (pen)  |
| 19/02/23; 20:00 hs. | Franco Morón     | Alvear FC      | 1       | Rivadero, D                     | Estudiantil    | 1       | Arriola, G         |
| Fecha 5             |                  |                |         |                                 |                |         |                    |
| 25/02/23; 20:00 hs. | Andrés Cuello    | Estudiantil    | 3       | Quiróz; Cáser, B; Aman          | Dep. Winifreda | 0       |                    |
| 26/02/23; 20:00 hs. | Martín Gubar     | Alvear FC      | 1       | Cuello                          | Belgrano       | 0       |                    |
| Fecha 6             |                  |                |         |                                 |                |         |                    |
| 05/03/23; 17:00 hs. | Shair Salomón    | Dep. Winifreda | 2       | Furch (2, 1 pen)                | Alvear FC      | 0       |                    |
| 05/03/23; 17:00 hs. | Gerardo Castaño  | Belgrano       | 1       | Canhué                          | Estudiantil    | 1       | Yori (pen)         |

##### Posiciones y Goleadores
| Tabla Posiciones Grupo C |                      |   |   |   |   |    |    |     |     |
| Pos                      | Equipo               | J | G | E | P | GF | GC | Dif | Pts |
| 1                        | Estudiantil (Cla)    | 6 | 3 | 2 | 1 | 10 | 5  | 5   | 11  |
| 2                        | Dep. Winifreda (Cla) | 6 | 3 | 1 | 2 | 6  | 6  | 0   | 10  |
| 3                        | Alvear FC            | 6 | 2 | 2 | 2 | 5  | 6  | -1  | 8   |
| 4                        | Belgrano             | 6 | 1 | 1 | 4 | 6  | 10 | -4  | 4   |

| (Cla) | Clasificados a Playoff. |

| Goleadores          | Goleadores  | Goleadores | Goleadores |
| Jugador             | Equipo      | G          |            |
| ------------------- | ----------- | ---------- | ---------- |
| Furch, Enzo         | Winifreda   | 4          |            |
| Arriola, Gonzalo    | Estudiantil | 2          |            |
| Uhaldegaray, Alexis | G. Belgrano | 2          |            |

#### Grupo D

##### Resultados
| Día                 | Árbitro          | Local             | G       | Goleadores                         | Visitante         | G       | Goleadores                      |
| Fecha 1             | Fecha 1          | Fecha 1           | Fecha 1 | Fecha 1                            | Fecha 1           | Fecha 1 | Fecha 1                         |
| ------------------- | ---------------- | ----------------- | ------- | ---------------------------------- | ----------------- | ------- | ------------------------------- |
| 28/01/23; 21:00 hs. | Juan Figueroa    | Pampero           | 0       |                                    | Cultura Integral  | 0       |                                 |
| 29/01/23; 19:00 hs. | Martín Lobo      | All Boys (SR)     | 2       | Gutiérrez y Alvárez                | Juventud Regional | 0       |                                 |
| Fecha 2             |                  |                   |         |                                    |                   |         |                                 |
| 05/02/23; 17:00 hs. | Mauricio Navarro | Cultura Integral  | 0       |                                    | All Boys (SR)     | 2       | Gutiérrez y Olivera             |
| 05/02/23; 19:00 hs. | Martín Gubar     | Juventud Regional | 2       | Bastida y Velázquez                | Pampero           | 1       | Lezcano                         |
| Fecha 3             |                  |                   |         |                                    |                   |         |                                 |
| 11/02/22; 20:00 hs. | Shair Salomón    | Pampero           | 0       |                                    | All Boys (SR)     | 3       | Palma (2, 1 p) y N. Palavecino. |
| 11/02/22; 17:00 hs. | Cristian Ramonda | Cultura Integral  | 2       | García y A. Palavecino             | Juventud Regional | 0       |                                 |
| Fecha 4             |                  |                   |         |                                    |                   |         |                                 |
| 18/02/23; 20:00 hs. | Gerardo Castaño  | All Boys (SR)     | 5       | Palma (2), Rodas, Gutierrez, Rossi | Pampero           | 0       |                                 |
| 19/02/23; 20:00 hs. | Andrés Cuello    | Juventud Regional | 1       | Vázquez                            | Cultura Integral  | 1       | Hollman                         |
| Fecha 5             |                  |                   |         |                                    |                   |         |                                 |
| 26/02/23; 19:00hs.  | Juan Figueroa    | All Boys (SR)     | 3       | Ihitsagué; Guinchinao; Alvarez     | Cultura Integral  | 0       |                                 |
| 26/02/23; 19:30hs.  | Gastón Amaray    | Pampero           | 2       | Pantanetti; Lencinas               | Juventud Regional | 2       | Bastida; Ortíz                  |
| Fecha 6             |                  |                   |         |                                    |                   |         |                                 |
| 05/03/23; 17:00 hs. | Marcelo Pardo    | Juventud Regional | 1       | Vázquez                            | All Boys (SR)     | 0       |                                 |
| 05/03/23; 17:00 hs. | Ivan Ramonda     | Cultura Integral  | 1       | García                             | Pampero           | 0       |                                 |

##### Posiciones y Goleadores
| Tabla Posiciones Grupo D |                        |   |   |   |   |    |    |     |     |
| Pos                      | Equipo                 | J | G | E | P | GF | GC | Dif | Pts |
| 1                        | All Boys (SR) (Cla)    | 6 | 5 | 0 | 1 | 15 | 1  | 14  | 15  |
| 2                        | Cultura Integral (Cla) | 6 | 2 | 2 | 2 | 4  | 6  | -2  | 8   |
| 3                        | Juventud Regional      | 6 | 2 | 2 | 2 | 6  | 8  | -2  | 8   |
| 4                        | Pampero                | 6 | 0 | 2 | 4 | 3  | 13 | -10 | 2   |

| (Cla) | Clasificados a Playoff. |

| Goleadores          | Goleadores        | Goleadores | Goleadores |
| Jugador             | Equipo            | G          |            |
| ------------------- | ----------------- | ---------- | ---------- |
| Palma, Gastón       | All Boys (SR)     | 4          |            |
| Gutiérrez, Jerónimo | All Boys (SR)     | 3          |            |
| Alvarez, Brian      | All Boys (SR)     | 2          |            |
| Bastida, Augusto    | Juventud Regional | 2          |            |

### Segunda Etapa
Los ocho clasificados toman las posiciones 1 a 8, de acuerdo al puesto y a los puntos con los que clasificaron en su grupo de origen.

Los cuatro ganadores de sus grupos, de acuerdo a los puntos obtenidos en la etapa clasificatoria, lograron las posiciones 1 a 4, quedándose con el 1 el equipo que más puntos cosechó y así sucesivamente. En tanto que los cuatro segundos, obtuvieron los puestos 5 a 8, de acuerdo al mismo sistema. 

El ganador de la etapa regular fue All Boys de Santa Rosa, que fue el primero de grupo, que más puntos cosechó, al ganar cinco (5) de séis (6) partidos de su grupo. Ello le otorgó el derecho a definir las series de cuartos de final y semifinal de local. 

La tabla de clasificados fue la siguiente:

### Tabla de Clasificados
| Tabla de Primeros | Tabla de Primeros | Tabla de Primeros           | Tabla de Primeros |
| Pos               | Condición         | Equipo                      | Pts               |
| ----------------- | ----------------- | --------------------------- | ----------------- |
| 1°                | Mejor Primero     | All Boys (SR)               | 15                |
| 2°                | Segundo Primero   | Estudiantil                 | 11                |
| 3°                | Tercer Primero    | Racing Club                 | 11                |
| 4°                | Peor Primero      | Ferro Carril Oeste (Alvear) | 10                |

| Tabla de Segundos | Tabla de Segundos | Tabla de Segundos      | Tabla de Segundos |
| Pos               | Condición         | Equipo                 | Pts               |
| ----------------- | ----------------- | ---------------------- | ----------------- |
| 5°                | Mejor Segundo     | Deportivo Winifreda    | 10                |
| 6°                | Segundo Segundo   | Deportivo Mac Allister | 10                |
| 7°                | Tercer Segundo    | Unión Dep. Bernasconi  | 9                 |
| 8°                | Peor Segundo      | Cultura Integral       | 8                 |

#### Cuartos de final

##### Ida
Se iniciaron con el partido adelantado jugado el sábado 18 de marzo en el que Mac Allister recibió a Racing Club y lo goleó por 4 a 1.

Ya el domingo, Unión Deportiva Bernasconi, que comenzó ganando, cayó derrotado de local, frente a Estudiantil por 2 a 1.

All Boys de visitante venció a Cultura Integral por 1 a 0.

Y en partido nocturno, Deportivo Winifreda, empató en su estadio 1 a 1 frente a Ferro Carril Oeste de Intendente Alvear.

| Cuartos de Final Ida | Cuartos de Final Ida | Cuartos de Final Ida   | Cuartos de Final Ida | Cuartos de Final Ida                              | Cuartos de Final Ida | Cuartos de Final Ida | Cuartos de Final Ida  |
| Día                  | Árbitro              | Local                  | G                    | Goleadores                                        | Visitante            | G                    | Goleadores            |
| -------------------- | -------------------- | ---------------------- | -------------------- | ------------------------------------------------- | -------------------- | -------------------- | --------------------- |
| 18/03/22; 18:00 hs   | Paolo Macchi         | Deportivo Mac Allister | 4                    | Luciano Andrada (2), Ignacio Zuñiga, Gerardo Sosa | Racing Club          | 1                    | Ramiro Fredes         |
| 19/03/22; 17:00 hs   | Cristian Meritello   | Unión Dep. Bernasconi  | 1                    | Lucero                                            | Estudiantil          | 2                    | Camerlinckx y Arriola |
| 19/03/22; 17:00 hs   | Marcelo Pardo        | Cultura Integral       | 0                    |                                                   | All Boys             | 1                    | Palma (pen)           |
| 19/03/22; 21:00 hs   | Juan M. Figueroa     | Deportivo Winifreda    | 1                    | Nagore                                            | Ferro Carril Oeste   | 1                    | Toro                  |

##### Vuelta
En partido adelantado jugado el sábado 25 de marzo, en Eduardo Castex, el local Estudiantil goleó 4 a 0 a Unión Deportiva Bernasconi, y accedió a las semifinales.

En la jornada del domingo All Boys recibió a Cultura Integral.

Racing Club, fue local de Deportivo Mac Allister, protagonizando una gran remontada en una serie que ya parecía concluída.
 
Ferro Carril Oeste de Intendente Alvear recibió a Deportivo Winifreda. 

| Cuartos de Final Vuelta | Cuartos de Final Vuelta | Cuartos de Final Vuelta | Cuartos de Final Vuelta | Cuartos de Final Vuelta                          | Cuartos de Final Vuelta | Cuartos de Final Vuelta | Cuartos de Final Vuelta |
| Día                     | Árbitro                 | Local                   | G                       | Goleadores                                       | Visitante               | G                       | Goleadores              |
| ----------------------- | ----------------------- | ----------------------- | ----------------------- | ------------------------------------------------ | ----------------------- | ----------------------- | ----------------------- |
| 25/03/22; 20:00 hs      | Mauricio Navarro        | Estudiantil             | 4                       | Caser (2); Ovando y Díaz                         | Unión Dep. Bernasconi   | 0                       |                         |
| 26/03/22; 16:00 hs      | Santiago Sepúlveda      | All Boys                | 2                       | G. Guinchinao; J. Gutiérrez                      | Cultural Integral       | 0                       |                         |
| 26/03/22; 16:00 hs      | Andrés Cuello           | Ferro Carril Oeste      | 4                       | J. Amaya; E. Toro (2) y Esteban Orme             | Deportivo Winifreda     | 2                       | E. Furch; M. Nagore     |
| 26/03/22; 16:00 hs      | Martín Gubar            | Racing Club             | 4 (4)                   | R. Fredes; E. Viceconte; J.C. Chazarreta (P) (2) | Deportivo Mac Allister  | 1 (2)                   | I. Zuñiga               |

#### Semifinales

##### Ida
| Semifinales Ida    | Semifinales Ida  | Semifinales Ida    | Semifinales Ida | Semifinales Ida     | Semifinales Ida | Semifinales Ida | Semifinales Ida                                   |
| Día                | Árbitro          | Local              | G               | Goleadores          | Visitante       | G               | Goleadores                                        |
| ------------------ | ---------------- | ------------------ | --------------- | ------------------- | --------------- | --------------- | ------------------------------------------------- |
| 02/04/23; 16:00 hs | Franco Morón     | Racing Club        | 0               |                     | Estudiantil     | 1               | Alan Caser                                        |
| 02/04/23; 16:00 hs | Juan M. Figueroa | Ferro Carril Oeste | 1               | J. Gutiérrez (e.c.) | All Boys        | 5               | E. Rodas (2); G. Guinchinao; B. Ramírez; G. Palma |

##### Vuelta
| Semifinales Vuelta | Semifinales Vuelta | Semifinales Vuelta | Semifinales Vuelta | Semifinales Vuelta | Semifinales Vuelta | Semifinales Vuelta | Semifinales Vuelta |
| Día                | Árbitro            | Local              | G                  | Goleadores         | Visitante          | G                  | Goleadores         |
| ------------------ | ------------------ | ------------------ | ------------------ | ------------------ | ------------------ | ------------------ | ------------------ |
| 07/04/23; 19:00 hs | Ivan Ramonda       | All Boys           | 2                  | J. Gutiérrez (2)   | Ferro Carril Oeste | 0                  |                    |
| 09/04/23; 15:30 hs | Martín Gubar       | Estudiantil        | 1                  | Brian Caser        | Racing Club        | 1                  | Elías Monzón       |

#### Finales
Luego de 25 años, el Club Estudiantil y el Club Atlético All Boys se vuelven a enfrentar en una final provincial, que para All Boys actúa de "revancha" por aquella final disputada en el Provincial 1998. La serie de aquella final se definió por un global de 5 - 4 a favor del "Bohemio" de Castex, luego de un triunfo por 1 - 0 en Santa Rosa y un espectacular 4 - 4 en Eduardo Castex que consolidó la primera conquista del equipo castense.
Ésta final también contará con la particularidad de que el equipo que se consagre campeón, lo hará el día de su centenario, ya que ambos clubes fueron fundados el 23 de abril de 1923. También, significaría la cuarta conquista para el club ganador de ésta edición, e igualaría al Club Ferro Carril Oeste (General Pico), que es el máximo ganador de ésta competición.

##### Ida
Fuente:
| Final Ida          | Final Ida        | Final Ida   | Final Ida | Final Ida      | Final Ida | Final Ida | Final Ida      |
| Día                | Árbitro          | Local       | G         | Goleadores     | Visitante | G         | Goleadores     |
| ------------------ | ---------------- | ----------- | --------- | -------------- | --------- | --------- | -------------- |
| 16/04/23; 17:00 hs | Cristian Rubiano | Estudiantil | 1         | Nicolás Ovando | All Boys  | 1         | Braian Ramírez |

##### Vuelta
| Final Vuelta       | Final Vuelta | Final Vuelta | Final Vuelta | Final Vuelta              | Final Vuelta | Final Vuelta | Final Vuelta                    |
| Día                | Árbitro      | Local        | G            | Goleadores                | Visitante    | G            | Goleadores                      |
| ------------------ | ------------ | ------------ | ------------ | ------------------------- | ------------ | ------------ | ------------------------------- |
| 23/04/23; 15:30 hs | Martín Gubar | All Boys     | 2 (3)        | J. Gutiérrez y Eric Rodas | Estudiantil  | 2 (4)        | Leonel Morales y Nicolás Ovando |

### Cuadro Final
|  | Cuartos de final             | Cuartos de final             | Cuartos de final             | Cuartos de final             | Cuartos de final             |   |             | Semifinales             | Semifinales             | Semifinales             | Semifinales             | Semifinales             |   |          | Final           | Final           | Final           | Final           | Final           |  |
|  | 18 - 19/03 y 25 - 26/03/2023 | 18 - 19/03 y 25 - 26/03/2023 | 18 - 19/03 y 25 - 26/03/2023 | 18 - 19/03 y 25 - 26/03/2023 | 18 - 19/03 y 25 - 26/03/2023 |   |             | 02/04 y 07 - 09/04/2023 | 02/04 y 07 - 09/04/2023 | 02/04 y 07 - 09/04/2023 | 02/04 y 07 - 09/04/2023 | 02/04 y 07 - 09/04/2023 |   |          | 16 y 23/04/2023 | 16 y 23/04/2023 | 16 y 23/04/2023 | 16 y 23/04/2023 | 16 y 23/04/2023 |  |
|  |                              |                              |                              |                              |                              |   |             |                         |                         |                         |                         |                         |   |          |                 |                 |                 |                 |                 |  |
|  |                              |                              |                              |                              |                              |   |             |                         |                         |                         |                         |                         |   |          |                 |                 |                 |                 |                 |  |
|  | 1                            | All Boys                     | 1                            | 2                            |                              |   |             |                         |                         |                         |                         |                         |   |          |                 |                 |                 |                 |                 |  |
|  | 1                            | All Boys                     | 1                            | 2                            |                              |   |             |                         |                         |                         |                         |                         |   |          |                 |                 |                 |                 |                 |  |
|  | 8                            | Cultura Integral             | 0                            | 0                            |                              |   |             |                         |                         |                         |                         |                         |   |          |                 |                 |                 |                 |                 |  |
|  | 8                            | Cultura Integral             | 0                            | 0                            |                              | 1 | All Boys    | 5                       | 2                       |                         |                         |                         |   |          |                 |                 |                 |                 |                 |  |
|  |                              |                              |                              |                              |                              | 1 | All Boys    | 5                       | 2                       |                         |                         |                         |   |          |                 |                 |                 |                 |                 |  |
|  |                              |                              | 4                            | Ferro (Alvear)               | 1                            | 0 |             |                         |                         |                         |                         |                         |   |          |                 |                 |                 |                 |                 |  |
|  | 4                            | Ferro (Alvear)               | 4                            | Ferro (Alvear)               | 1                            | 0 | 1           | 4                       |                         |                         |                         |                         |   |          |                 |                 |                 |                 |                 |  |
|  | 4                            | Ferro (Alvear)               |                              |                              |                              |   |             |                         |                         |                         |                         |                         |   |          |                 |                 |                 |                 |                 |  |
|  | 5                            | Dep. Winifreda               | 1                            | 2                            |                              |   |             |                         |                         |                         |                         |                         |   |          |                 |                 |                 |                 |                 |  |
|  | 5                            | Dep. Winifreda               | 1                            | 2                            |                              |   |             |                         |                         |                         |                         |                         | 1 | All Boys | 1               | 2               | (3)             |                 |                 |  |
|  |                              |                              |                              |                              |                              |   |             |                         |                         |                         |                         |                         | 1 | All Boys | 1               | 2               | (3)             |                 |                 |  |
|  |                              |                              | 2                            | Estudiantil                  | 1                            | 2 | (4)         |                         |                         |                         |                         |                         |   |          |                 |                 |                 |                 |                 |  |
|  | 2                            | Estudiantil                  | 2                            | Estudiantil                  | 1                            | 2 | (4)         | 2                       | 4                       |                         |                         |                         |   |          |                 |                 |                 |                 |                 |  |
|  | 2                            | Estudiantil                  |                              |                              |                              |   |             |                         |                         |                         |                         |                         |   |          |                 |                 |                 |                 |                 |  |
|  | 7                            | U.D. Bernasconi              | 1                            | 0                            |                              |   |             |                         |                         |                         |                         |                         |   |          |                 |                 |                 |                 |                 |  |
|  | 7                            | U.D. Bernasconi              | 1                            | 0                            |                              | 2 | Estudiantil | 1                       | 1                       |                         |                         |                         |   |          |                 |                 |                 |                 |                 |  |
|  |                              |                              |                              |                              |                              | 2 | Estudiantil | 1                       | 1                       |                         |                         |                         |   |          |                 |                 |                 |                 |                 |  |
|  |                              |                              | 3                            | Racing Club                  | 0                            | 1 |             |                         |                         |                         |                         |                         |   |          |                 |                 |                 |                 |                 |  |
|  | 3                            | Racing Club                  | 3                            | Racing Club                  | 0                            | 1 | 1           | 4                       | (4)                     |                         |                         |                         |   |          |                 |                 |                 |                 |                 |  |
|  | 3                            | Racing Club                  |                              |                              |                              |   |             |                         |                         |                         |                         |                         |   |          |                 |                 |                 |                 |                 |  |
|  | 6                            | Dep. MacAllister             | 4                            | 1                            | (2)                          |   |             |                         |                         |                         |                         |                         |   |          |                 |                 |                 |                 |                 |  |
|  | 6                            | Dep. MacAllister             | 4                            | 1                            | (2)                          |   |             |                         |                         |                         |                         |                         |   |          |                 |                 |                 |                 |                 |  |
|  |                              |                              |                              |                              |                              |   |             |                         |                         |                         |                         |                         |   |          |                 |                 |                 |                 |                 |  |

Nota: Los equipos mencionados en la línea superior, definen cada serie de local.
Nota: Los equipos mencionados en negrita avanzaron a la etapa siguiente.
Nota: Se sorteó la localía, del partido de vuelta de la final
Club Estudiantil
(Eduardo Castex)
Campeón
4° Campeonato